# ダビス・バウティスタ
ダビス・カルロス・バウティスタ・メディーナ（Davis Carlos Bautista Medina, 2005年2月16日 - ）は、エクアドル・ピチンチャ県キト出身のサッカー選手。ブンデスリーガ・アイントラハト・フランクフルト所属。ポジションはDF。

## クラブ経歴
2022年にSDアウカスのトップチームに昇格。しかし、トップリーグ出場の無いまま、2023年6月に国外移籍が決まり、同月23日にアイントラハト・フランクフルトと2028年までの5年契約を締結。移籍1年目の2023-24シーズンは傘下のアイントラハト・フランクフルトⅡでプレー。21試合に出場した。

## 代表経歴
2023年にU-20のエクアドル代表に招集され、2023 南米ユース選手権に出場。4位入賞し、2023 FIFA U-20ワールドカップにも出場した。